# Llanelli AFC
Llanelli AFC este un club de fotbal din Llanelli, Carmarthenshire, Țara Galilor.

## Jucători Notabili
- Billy Hughes
- Robbie James
- Rory Keane
- Jackie O'Driscoll
- Jack Marshall
- Jock Stein